# Schalenstein von Göritz
Der Schalenstein von Göritz ist ein vorgeschichtlicher Schalenstein bei Göritz im Landkreis Uckermark (Brandenburg). Er befindet sich nordwestlich von Göritz, etwa auf halber Strecke zwischen dem Ort und der Ucker in einer Baumgruppe auf dem Flurstück „Hopps Qual“. Der Stein wurde 1975 entdeckt und unter Schutz gestellt. Er hat eine Länge von 2,6 m und eine Breite von 1,5 m. Seine Oberfläche weist zahlreiche Schälchen auf. Hans-Jürgen Beier deutete ihn als Überrest eines Großsteingrabes.